# Trois Artilleurs à l'opéra
Pour plus de détails, voir Fiche technique et Distribution.
Trois Artilleurs à l'opéra est un film français réalisé par André Chotin et sorti en 1938.

## Fiche technique
- Réalisation : André Chotin
- Scénario : André Chotin et Roger Ferdinand
- Photographie Georges Raulet
- Musique : Jane Bos
- Société de production :  Films de Koster
- Société de distribution : Pellegrin Cinéma
- Pays :  France
- Format :  Son mono  - Noir et blanc
- Date de sortie : 
  - France : 10 mai 1939

## Distribution
- Pierre Larquey
- Roland Toutain
- Paul Azaïs
- Georges Bever
- Irène de Trébert
- Paul Demange
- François Dupriet
- Zizi Festerat
- Denise Grey
- Frédéric Mariotti : le chauffeur
- Milly Mathis
- Pierre Palau
- Rittche
- Marguerite Templey